# カール・デーニッツ
カール・デーニッツ（ドイツ語 : Karl Dönitz、1891年9月16日 - 1980年12月24日）は、ドイツ（ナチス・ドイツ）の海軍軍人、政治家。総統アドルフ・ヒトラーの後継者として第三帝国最後の政府を率いた。海軍軍人としての最終階級は元帥（大提督）。
第二次世界大戦開戦時には潜水艦隊司令長官として、海軍総司令官エーリヒ・レーダー元帥、海軍参謀総長オットー・シュニーヴィント少将に次ぐ事実上のドイツ海軍ナンバー3の地位にあった。無線誘導による群狼作戦を立案し、エルヴィン・ロンメル陸軍元帥と並んで、イギリス首相のウィンストン・チャーチルを最も苦しめたドイツ軍人の一人として知られている。1945年4月にヒトラーが自殺した際にはその遺言に基づいて大統領に就任し、連合国への無条件降伏を行った。

## 経歴

### 第一次世界大戦から戦間期まで

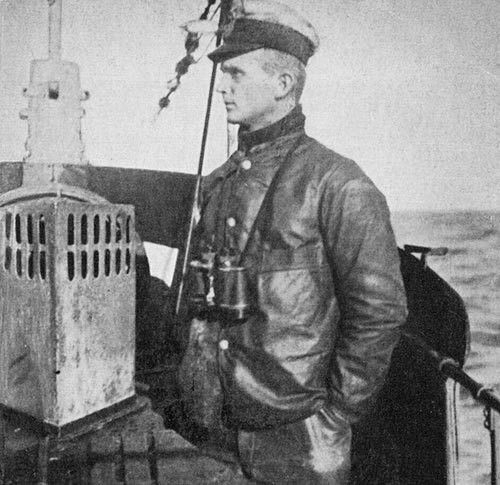
1917年 - 1918年頃、潜水艦U39勤務時代のデーニッツ中尉

ベルリン近郊グリュナウにて、カール・ツァイス社の技師だった父エミール・デーニッツと母アンナ・バイエルの間に生まれる。母はカールが4歳の時に死に、父が男手ひとつでデーニッツを含む2人の息子を育てた。「皇帝と祖国に仕えることが第一の義務であり、個人の幸福など瑣末なことに過ぎない」という、プロイセン的規律がデーニッツ家の教育方針だった。
1910年4月1日、フレンスブルクのミュルヴィク海軍兵学校に入学した。1912年に父が死去し、父に代わる偶像として上官ヴィルフリート・フォン・レーヴェンフェルト海軍大尉を尊敬するようになった。レーヴェンフェルト大尉は、1912年にデーニッツを小型巡洋艦ブレスラウの士官候補生として配属した。
この艦に勤務中に第一次世界大戦を迎え、オスマン帝国を同盟国に誘うために地中海の港で停泊を続けていたが、潜水艦Uボートに関心を持つようになった。1917年1月に潜水艦当直士官課程を終えるとヴァルター・フォルストマン大尉が艦長を務める潜水艦U39に勤務。1918年にはUB-86の艦長となったが、10月に艦が潜航中に航行不能となり、急浮上をしたところをイギリス軍に捕らわれて捕虜となる。Uボートの艦長は絞首刑になるという噂を聞き、発狂したふりをして1919年、本国送還となる。
大戦終了後もドイツ海軍に残ったが、ヴェルサイユ条約で潜水艦の開発や配備が禁止されていたため、デーニッツも水上艦艇の勤務となった。その期間に日本を含む諸外国を遠洋航海で訪問しているが、アメリカに行けなかったことを後に後悔している。水雷艇艇長、駆逐艦艦隊司令、北海方面海軍司令部参謀を歴任後、1934年に軽巡洋艦エムデンの艦長に就任する。1935年にヒトラーがドイツの再軍備を宣言、デーニッツは再建される潜水艦部隊の司令長官に任命された。

### 第二次世界大戦

#### 潜水艦隊司令長官

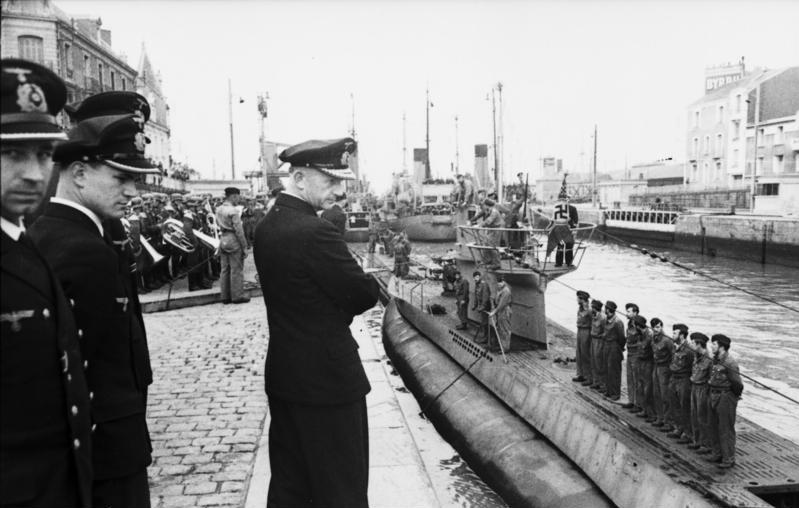
U-94の艦長ヘルベルト・クピッシュ大尉に騎士十字章を授与するため、サン＝ナゼールを訪れたデーニッツ（1941年6月、従軍記者のブーフハイムが撮影)

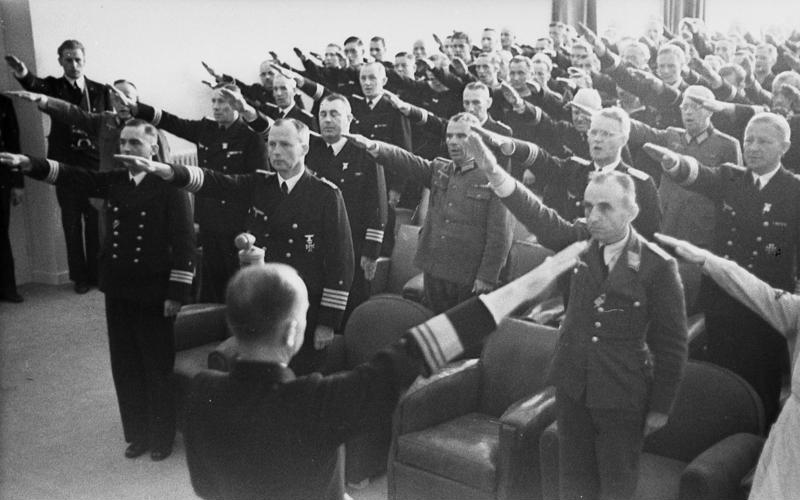
ナチ式敬礼を行うデーニッツ（後ろ向きの人物）。1941年。

デーニッツはドイツ海軍の潜水艦隊司令長官として、1936年1月1日以降のUボート作戦を指揮し、1943年1月30日以降は海軍総司令部(OKM)トップの海軍総司令官として、海軍全体の指揮をとる。しかし、大西洋の戦いが戦機を決すると考えたチャーチルとデーニッツに対してドイツ海軍総司令部は大陸的思考に定着し、デーニッツが総指揮官として指揮権を得た時にはすでに戦いの趨勢は決していた。
開戦の日、デーニッツは57隻のUボートを擁していた（大西洋に派遣できたのは26隻）。デーニッツは当初より300隻のUボートが最低でも必要（100隻が哨戒、100隻が戦場への往復、100隻が整備）と表明していたが、通商破壊に必要な数はおろか訓練用にも事欠く状態で、開戦時に「なんたることだ！また英国と戦争をせねばならんとは！」と現状を嘆いた。
英国との開戦後も状況は変わらなかった。月産29隻の供給では損害の補填しかできず、その上、エーリヒ・レーダー元帥の指揮下で水上艦艇の補助としてデーニッツは作戦を制約された。そのため、対英戦での通商破壊作戦に使用できるUボートの数はごく僅かに限られていた。しかも、開戦直後（1939年9月6日）よりUボートの磁気式信管の魚雷は早期爆発を頻発し、ノルウェー攻略ではデーニッツは数週間前からUボートに通商破壊戦を中止させ、全兵力の42隻をノルウェー沿岸の英艦隊の予想進撃路に配置しなければならなかった。しかし、同地の鉱物から発せられる強い地磁気で魚雷は誤作動を繰り返し、ほとんど成果をあげなかった。
この魚雷の不調は深刻で、U47の報告により海軍はより威力の劣る接触式の信管による起爆に1939年10月20日に変更させたが、今度は魚雷の深度調節機の欠陥が明らかになり、Uボートは現実的には駆逐艦への魚雷攻撃が不可能になった。この魚雷の欠陥と少なすぎる潜水艦の数から、緒戦の英軍の欧州からの水上艦艇の補助的な艦隊戦に関して、多くの戦果をみすみす逃す結果となった。魚雷の問題の技術的解決は1940年の夏までかかったが、開戦初期の戦果によりデーニッツは中将に昇進した。
ドイツは渋るヒトラーを海軍が説得した結果、1940年8月17日にイギリスの封鎖宣言に対してようやく対封鎖宣言を行った。これにより無警告で商船を撃沈することが違法ではなくなったために、デーニッツの作戦への制約は一つ少なくなった。単独行動の商船が狙われたため、英軍は護送船団方式をとるようになった。これに対しデーニッツは敵の輸送船団を発見した1隻の潜水艦が近在の味方潜水艦を誘導して一時にこれを襲撃するという「群狼作戦」を考案した。
Uボートの建造もフランス占領後にはやや増加し、ビスケー湾から直接大西洋に出ることができた。しかし、ヒトラーからの要望でUボートの地中海派遣や北極海派遣が続き大西洋で作戦するUボートの数は限られた。1941年末のアメリカ参戦後、西海岸沿岸で活動できたのは6隻の大型の9型ボートだけであった。しかし、1940年以降はフランス占領の効果とUボート増産の効果がでて、1943年春に連合軍の護衛戦術が変更されるまで戦果は増え続けた。

#### 海軍総司令官
1943年1月30日、レーダー元帥の後任として海軍総司令官に就任し、海軍元帥にも昇進する。後任の潜水艦隊司令長官にはフォン・フリーデブルク少将が就任した。
デーニッツはレーダーの辞任の理由となったヒトラーの大型艦の廃艦命令について、それを強硬に主張するヒトラーを1943年2月4日に「装備を含めて」Uボート関連の「ドック工員や水上艦艇」を陸軍に振り向けることを中止させ、翌日6日にテオドール・クランケ中将が「成功を約束する機会」で「大型艦を戦場に派遣する」との暫定的なヒトラーの許可を得る。2月26日ヒトラーに大型艦の廃艦命令を一部撤回させ、後に大型艦は生き残った。
大西洋では、英軍が逆探知装置を開発し、戦線に投入していた。デーニッツはUボート部隊に対して、現在地や燃料残量などの些細なことを、最大で1日に7回も報告を求めたが、英軍は短波方向探知機により無線を発信したUボートの位置を把握し、追跡・攻撃を行った。Uボートは長距離哨戒機や駆逐艦からの被害が増え、さらに米護衛空母が参加すると、Uボートは攻撃する前に空から制圧され戦果は激減する反面Uボートの損害は大幅に増加したが、デーニッツは遅くまで英軍の逆探知能力に気づかず、Uボートの被害を拡大させた。撃墜した爆撃機から英軍の正確な電子兵器のシステムが判明すると、1943年5月に無線電波誘導による「狼群作戦」を終わらせたが、ノルマンディー上陸作戦以降はフランスの基地も失い、Uボート戦は壊滅的な苦境に陥った。
デーニッツも個人的に、1943年5月19日にUボート乗組員だった次男ペーターが戦死し、自らの作戦で自らの息子を失う悲劇にあう。また、1944年5月13日にはSボート乗組員だった長男クラウスが戦死する個人的な悲劇が続いた。
1944年7月20日のヒトラー暗殺未遂事件に、海軍創設時の協約である非政治的なドイツ海軍は全体的に無関係であった。デーニッツ自身も、仮にヒトラーを除いても、戦争の根本原因の国と国の衝突する利害関係までがなくなるわけではない上に、もし連合軍へ無条件降伏すればイギリスの秘密命令「エクリプス」（ドイツ分割計画）が実行されるので、全力を傾け「ヨーロッパ要塞」を守り抜くことが賢明だと考えており、ヒトラーを除けば全て良くなるとは考えていなかった。
デーニッツは戦況について新型電動潜水艦（エレクトロ・ボート）の就役やヴァルター・ボートの開発に期待を持ち、それらが大量に戦線に登場すれば戦局は好転すると考えていた。デーニッツは1944年当時でもソ連と西欧諸国の同盟は不自然であり、英国の戦争理由はヒトラーの言うように「力の均衡のため」であると信じていた。「ソ連が中部ヨーロッパに進出すれば力の均衡はソ連側に大きくふれてしまうため、英国は平和交渉に応じる。そのためには、交渉のテーブルに着ける能力をもたねばならず、防戦を続けるべきである。」と主張していた。
デーニッツもアルデンヌ敗北後は、仮に新型電動Uボートやヴァルター・ボートが就役したとしても、ドイツの敗北は避けられないと感じていた。しかし、戦争継続の態度は変わらなかった。その理由は、1944年の厳冬期に無条件降伏すれば国際法によりドイツ兵は現地で拘束され、そのためにソ連領内の数百万の生命が東部戦線やその奥地で失われる。それを防ぐために、春までは戦闘を継続するべきだと考えた。そして、春以降ドイツ本国のいくつかの都市が敵の手に落ちた後も、もし無条件降伏を行えば東部残留のドイツ人がソ連軍占領下のドイツ人同様に残虐行為にさらされるとして、さらに継戦を正しいとした。
追い詰められたドイツ軍指揮官たちは、部下将兵を生かす責任を放棄し、将兵を絶望的な状況に意図的に追い込んでいった。ドイツ軍将兵はそんな無責任な指揮官に武器が尽きるまで戦うことを求められ、待っているのは確実な死だけであった。デーニッツも例外ではなく、むしろ最もけたたましい叫びをあげた指揮官の1人であった。デーニッツは勝算もない戦いに将兵を駆り立て、ヒトラーに「狂信的な意志」を誇示するために、ヒステリックな要求を将兵に出し続けた。
デーニッツは戦後になって「自分は兵士とドイツ国民の生存を気遣った責任ある軍指導者であった」と主張するようになったが、この激烈な訓示を行ったのは、ドイツが敗北するわずか数週間前の1945年4月7日のことであった。
デーニッツは、ノルマンディーの敗北後から終戦までの戦争末期二つの軍事行動を行っている。一つは、時代遅れとなった旧型Uボートの出撃を命じつづけた。その結果、戦果がほとんど見込めないにもかかわらず旧型Uボートの乗員の損失は続いた。デーニッツは、新型Uボート就役まで出撃を控えさせる処置をあえてとらない理由を「大西洋の敵航空機が本土や戦線へ振り向けられることを防止するために」と、「わずかでも戦略物資をアメリカからヨーロッパの戦場へ入れない」ためと説明している。もう一つは、1945年の1月から終戦まで難民や兵士をソ連の残虐行為から救うために、ソ連陸軍の包囲が開いている海上からデンマークや本国（シュレースヴィヒ＝ホルシュタイン）へ輸送を開始したこと（ハンニバル作戦）である。

### 大統領としての指名から敗戦へ

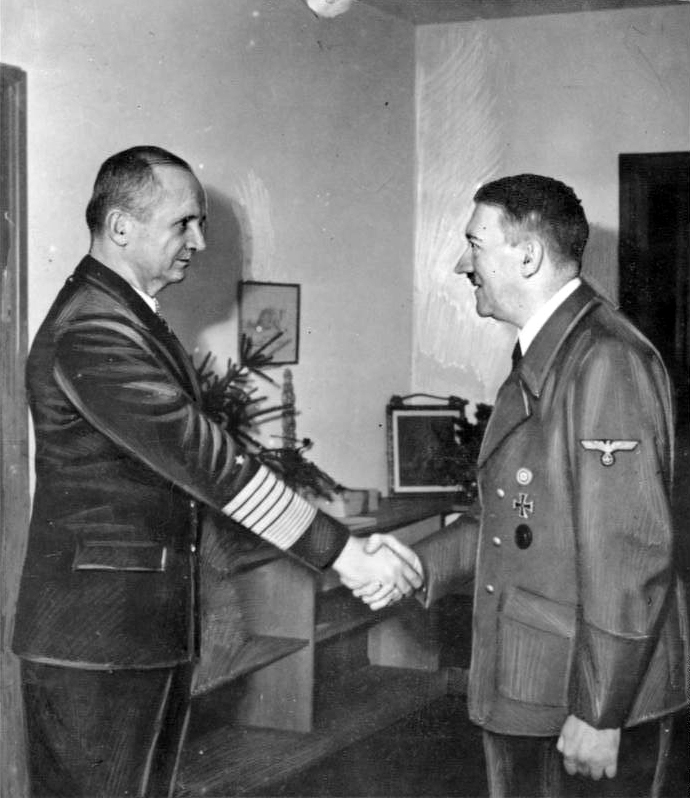
総統地下壕でヒトラーと会見するデーニッツ。1945年。

1945年4月23日、ヘルマン・ゲーリング国家元帥は連合軍に単独で講和を申出て反逆者として官職を剥奪され、ハインリヒ・ヒムラーSS長官も4月28日にスウェーデン経由で講和を申出て反逆者となり表舞台から消えた。1945年4月25日に、デーニッツはベルリン防衛のために1万人以上の水兵をベルリンに派遣していた。デーニッツは「ヒトラーの死で軍律から解放されしだい」海軍は降伏させ、自らは司令部で地上軍として「玉砕」するとの決意を部下や娘婿のギュンター・ヘスラーに打ち明けていた。
だが、ヒトラーは遺書の中で後継者をデーニッツに指命していたため、4月30日19時30分、ナチス党官房長マルティン・ボルマンより電報（第1号電報）が届いた。そこには「総統は前国家元帥ゲーリングに代わって、海軍元帥閣下（デーニッツ）、貴方を後継者に指名した。」と書かれていた。しかしその電報はヒトラーの死には触れていなかったため、デーニッツはただちに「我が総統。貴方に対する私の忠誠は不変です。貴方をベルリンから救出するため私は引き続きあらゆる手段を試みます」と返信した。そして実際にデーニッツはすぐさま海軍兵士にヒトラー救出部隊を結成させ、ベルリンへ送り込んだ（この時に派遣された兵士のほとんどが戦死した）。
5月1日午前「遺書発効」とのボルマンからの第2号電報で、ヒトラーの死を知ったデーニッツはヒトラーの死を国民に公表した。その内容は次のとおりであった。
同日、すでにヒトラーによって解任されていたヒムラーがデーニッツのもとに現れた。デーニッツはヒムラーを警戒し、拳銃を書類の束の下に隠し、ヒムラーと面会した。ヒムラーはデーニッツからヒムラーの解任を告げるボルマンの電報を見せられたが、それに構わずデーニッツに祝辞を述べるとともに「私がナンバーツーとして貴方を支えたい」と申し出てきた。デーニッツはこれを断っているが、親衛隊・警察勢力の離反を恐れてひとまず彼を政府に留め置いている。しかし、連合国から「ホロコーストの執行者」「強制収容所の支配者」として悪名高かったヒムラーは、降伏処理のために設立された臨時政府であるフレンスブルク政府にとっては邪魔な存在であり、5月6日になってから「もう会うつもりはない」と通達して放逐した。
5月1日午後、ゲッベルスとボルマンが共同署名した第3号電報がデーニッツのもとに届き、そこには「昨日15時30分に総統戦死。4月29日付けの遺書には、貴殿（デーニッツ）を大統領に、ゲッベルスを首相に、ボルマンをナチ党大臣に、アルトゥル・ザイス＝インクヴァルトを外相に」指名する（ヒトラーの遺書による内閣）とあった。デーニッツはゲッベルス、ボルマン等を含む人事が今後の降伏交渉の重荷になると考え、ゲッベルスとボルマンが姿を現したら即逮捕するよう命令した。
そこでデーニッツは財務相のルートヴィヒ・シュヴェリン・フォン・クロージクを筆頭閣僚（leitenden Reichsminister、首相代行）兼外相に任命し、組閣を依頼した。なお、同日連合軍の地上部隊がせまって来たため、5月2日朝に総司令部をフレンスブルクに移した。
デーニッツは苦慮の後、ドイツ全土が軍事占領されての「自然的終戦」ではなく「公式降伏」が必要と判断した。ソ連占領地区での投降した軍民への容認できない残虐行為が報告されており、そのため、西方での部分降伏を行い、東部では戦争を継続し難民輸送と兵員の撤退をさらに継続するのが主要な目的であった。また「降伏は軍隊がするので、国家がするわけではない。条約上の降伏は、弱体化しても国家主権を維持できる可能性がある」とのクロージク首相代行の上申を容れた結果でもあった。
5月5日、英軍のモントゴメリー元帥との間で北ドイツの部分降伏を発効させることに成功した。また、ボルマンとゲッベルスに対抗するために終戦処理政府を立ち上げ、連合軍に対して自らをドイツの正式代表として示した（ただし連合軍はこの表示に曖昧な態度で臨んだ）。
5月6日にはヨードルに全権を与えて米軍のアイゼンハワーの元に、西部戦線での無条件降伏を申し込んだ。ところが、アイゼンハワーは5月7日までにソ連軍を含めて無条件降伏を行わなければ、既に降伏している北部地区を爆撃すると通告した。これに対して、ヨードルはようやく発効を5月9日とすることに成功したのみであった。デーニッツはこの結果を踏まえ、海上輸送に全艦艇を投入して続行することを命じた。このドイツ海軍最後の作戦は、潜水艦をはじめ全ての使用可能な艦艇で行われた。公式には9日まで、実際には終戦後1週間程度は継続された。1945年1月から5月にデーニッツは200万人の市民と兵を救出したが、その間、ソ連軍の攻撃で1万人以上の損害がバルト海などで発生した。デーニッツは戦後、これらの救出を主導したかのように証言しているが、実際には1945年1月22日にヒトラーと会談したときには、石炭は軍事目的に使用するべきであり、避難民の移送に使うべきではないと進言している。1945年5月の第一週だけで、東部戦線に所在していた185万人のドイツ兵がソ連軍の捕虜になることを回避できた。

### 逮捕

連合国に逮捕されるフレンスブルク政府の面々。先頭がデーニッツ大統領、後ろから歩いているのがヨードル上級大将とシュペーア軍需相

降伏後、2週間ほど西側連合軍はフレンスブルク政府を完全に無視した。この間、デーニッツ以下フレンスブルクの面々は無意味な「政府ごっこ」をしていなければならなかった。デーニッツは、毎朝10時に「閣議」を開いた。また一党独裁の「民族主義国家」を維持しようと、国民に向けて「複数政党制の狂気」を熱心に演説した。この時の状況について、閣僚の一人だったシュペーアは「我々は中身が空っぽの覚書を作り、うわべは活動的になることで我々の存在の無意味さに逆らおうとしていた。我々は最適の方法で自らを笑い物にしていた。あるいはすでに笑い物になっていた」と述べている。
5月23日になって、ついに西側連合国はフレンスブルク政府を解体した。デーニッツと彼の閣僚らは一か所に集められ、アイゼンハワーの代理人から「戦争犯罪裁判の被告人としてバート・モンドルフへ移送するので、準備するように」と通告された。ヨードルはこれに動揺し、デーニッツに対して「海軍元帥閣下はさきほどの戦争犯罪の話をどう思われますか？我らはアイゼンハワー、モントゴメリー、ジューコフと同じく、軍人としての務めを果たしただけではないのですか？」と聞いたが、デーニッツは苦笑いを浮かべながら「私の場合はね。ヒトラーが死んだのだから、その後継者が代理を務めろということなのだろうな」と述べた。
その後、ゲーリングが収容されていたルクセンブルクのモンドルフのパレス・ホテルに送られ、8月中旬までそこで過ごした。シュペーアの回顧録によればこの間、デーニッツとゲーリングは「被告人たちの中の首座」をめぐって争っていたという。ゲーリングとデーニッツはドアの前で会うのを避け、それぞれが2つのテーブルで座長として君臨したという。
8月中旬、ニュルンベルク国際軍事裁判にかけるために他の被告人とともにニュルンベルク刑務所へ移された。

### ニュルンベルク裁判

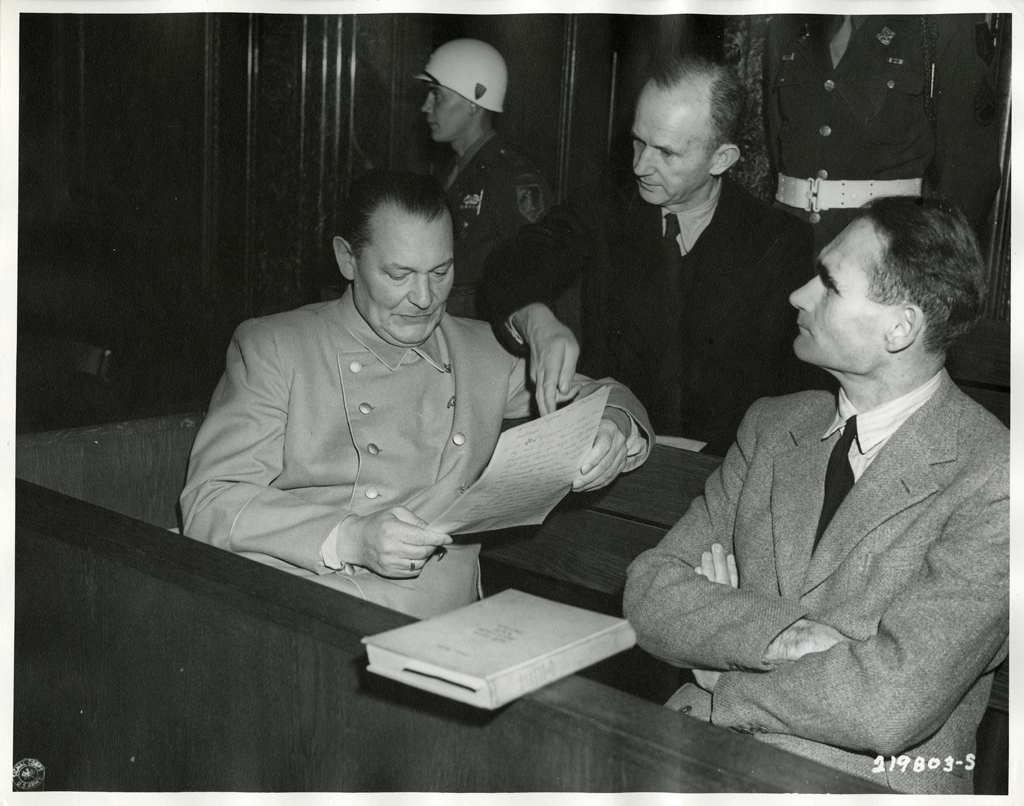
ニュルンベルク裁判中。前席のゲーリングと話す後部席のデーニッツ。横で聞いている人物はヘス。

ニュルンベルク刑務所に送られた後も、デーニッツ、カイテル、ヨードルといった軍人組は冷静にふるまっていた。デーニッツは「ドイツ海軍総司令部法務官だった、オットー・クランツビューラー元上席法務官（Flottenrichter）に弁護を頼みたい。それが認められないなら、アメリカ海軍かイギリス海軍の潜水艦の艦長に弁護を頼みたい。彼らは私が誇り高く戦ったことを知っているはずだ」と述べた。結局は1936年のU18沈没以来の旧知の間柄のクランツビューラー元上席法務官がデーニッツの専属弁護人に就くことになった。デーニッツは「私個人の弁護ではない。私は潔白であり、海軍、特にUボート艦隊のことを弁護してもらいたい」と依頼した。
デーニッツは4つの起訴事項のうち、訴因第一「侵略戦争の共同謀議」、訴因第二「平和に対する罪」、訴因第三「戦争犯罪」の3つで起訴された。起訴状を届けられた際に感想を求められると「これらの訴因のどれも私には一切関係ない」と述べた。
デーニッツが検察から問われている罪状の中でも特に刑が重くなる可能性が高いものとして、ラコニア号撃沈事件を受けて1942年9月17日に出した一般命令「難船者救助はその陳述がUボートにとって重要な場合に限る」は、沈没船の乗員・乗客を殺せと命じたに等しいというものがあった（ラコニア指令）。しかし弁護人クランツビューラーは、アメリカ海軍太平洋艦隊司令長官のチェスター・ニミッツ提督を引っ張りだすことに成功した。ニミッツ提督は、クランツビューラー弁護人が作成した太平洋海戦に関する20問の質問書に答えて「対日戦の最初から、アメリカ軍の潜水艦は自艦や作戦が危険になる恐れがある場合は警告や沈没船の救出作業をしなかった」ことを証言した。ただしニュルンベルク裁判は『しっぺ返し理論』（連合軍も同じことをやっているという抗弁）を認めていなかったので、これだけでは不十分だった。そこでクランツビューラー弁護人は「商船に抵抗を命令することによって、ロンドン潜水艦戦闘行為議定書はもはや商船には適用できなくなったということです。同様に全ての船に一般的警告がなされ、それとともに攻撃されるべき船への個々への警告が必要ではない、と公表された作戦地域におきましてもこの協定は適用されえません」という議定書の解釈を行った。そして「私は、アメリカ海軍当局が対日戦争で国際法に違反していたと証明したくない」「アメリカ海軍当局は、議定書の実質解釈においてドイツ海軍当局と同じだったのです」と結論した。これは効果てきめんで、アメリカ判事フランシス・ビドルはアメリカの面子を守るためにクランツビューラー弁護人の見解に賛成した。
しかし、イギリス検事デビッド・マクスウェル＝ファイフからの反対尋問で、造船所の人員増強に強制収容所の囚人1万2000人を求めたことを追及された。この件ではデーニッツが不利となった。
1946年10月1日、被告人全員に判決が言い渡された。被告人全員が揃った中で、一人ずつ判決文が読み上げられた。デーニッツの判決文は「デーニッツはドイツUボートを建設して養成したが、証拠聴取の結果、彼は侵略戦争の謀議に通じておらず、これを準備し、開始した事実は出なかった。彼は純粋に軍事的な任務を果たした職業軍人だった。彼は侵略戦争計画が示された、最も重要な相談に出席していなかった。彼がそこで下された決定を、前もって知らされていたということに何の証拠もない」として、訴因第一につき無罪とした。さらに「本法廷は武装したイギリス商船に対する潜水艦攻撃に対して、デーニッツを有罪とするだけの証拠が揃っていない。生存者を殺害せよと命じたとされることについても、有罪とは認められない」としたが、「デーニッツは、視野に入った全ての物の撃沈をUボートに認める海域を設定した。これは海戦に関するロンドン宣言に反するものである。また無制限潜水艦戦に関する命令を海軍内に伝達した他、強制収容所囚人を造船所で働かせようとした」として訴因第二と訴因第三につき有罪とした。デーニッツはこの判決に怒りをあらわにした。自分が大西洋の一部を撃沈水域にしたことは事実だが、アメリカ海軍はもっと酷く全太平洋を撃沈水域としていたからである。
その後、個別に言い渡される量刑判決で懲役10年の判決を受けた。これは有罪判決を受けた被告たちの中で、最も軽い判決だった。

### シュパンダウ刑務所に服役

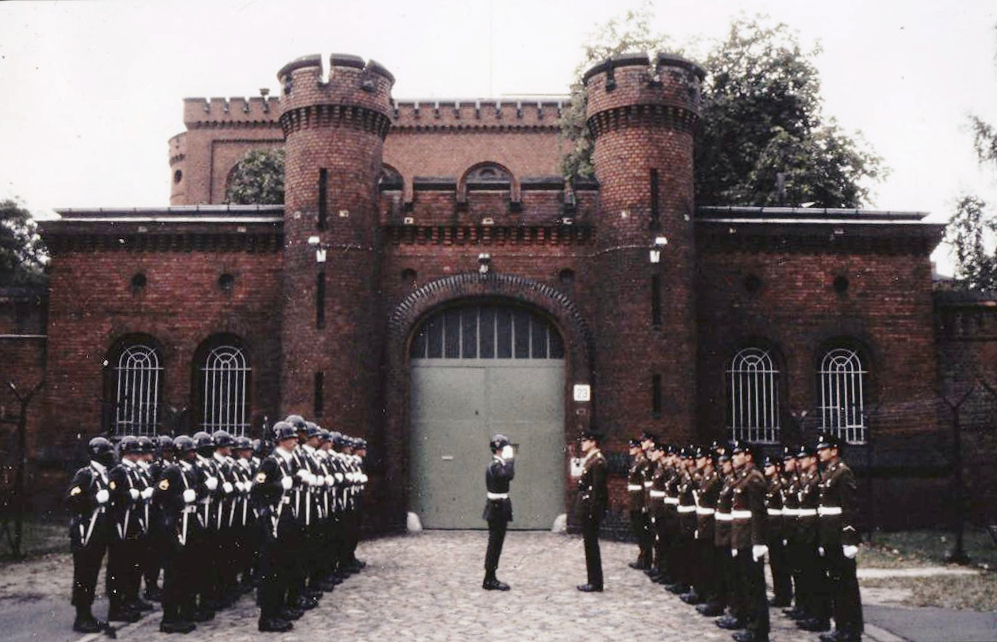
ニュルンベルク裁判で禁固刑を受けた戦犯が服役したシュパンダウ刑務所。デーニッツは1947年から1956年まで服役した。同刑務所は連合国4カ国が月ごとに交替で看守を出し、イギリスは1月・5月・9月、フランスは2月・6月・10月、ソ連は3月・7月・11月、アメリカは4月・8月・12月を担当した。

デーニッツ含む、禁固刑を受けた7人の戦犯たちはしばらくニュルンベルク刑務所で服役を続けていた。1947年7月18日にDC-3機でベルリンへ移送され、護送車でシュパンダウ刑務所に送られてそこに投獄された。デーニッツの囚人番号は2番だった。
刑務所内では、ノルマの労作業をこなしながら自由時間には読書をしていることが多かった。ショーペンハウアーの著作や鳥類学の神秘の本などをよく読んでいたという。家族からの手紙が一月に一度しか許されないことに不満を述べていた。
1952年冬には、デーニッツとシーラッハとアメリカ人看守1名が刑務所中庭で雪合戦に興じ、3人とも厳しく罰せられる事件があった。
釈放の二ヶ月前に、弁護士クランツビューラーとの接見が許された。デーニッツは、西ドイツ国民が自分を有罪と考えているかとクランツビューラーに尋ねた。クランツビューラーは「一握りの連中はそのようなことを考えているが、大多数の者は貴方の有罪は政治的なものだと考えている。多くのマスコミも貴方の記事を書こうとしているが、悪く書こうとしているのではない」と述べてデーニッツを安心させた。
1956年9月30日午前0時、デーニッツは10年の刑期を満了して釈放された。刑務所の門の前で張っている報道陣をかわすために、イギリス軍所有のリムジンが囮として最初に出て報道陣を引きつけ、その後デーニッツの乗ったタクシーが刑務所を出た。
アルベルト・シュペーアによると、デーニッツはヒトラーの後継者になったことを激しく後悔し、シュパンダウ刑務所の出獄にあたって（自分をヒトラーに推薦したと信じていた）シュペーアに「お前のせいで私は11年を無駄にした。お前がいなければ、ヒトラーは私を国家元首にしようなどという考えを決して起こさなかった。私の部下たちは、みな連邦海軍で指揮権を復活した。だが私を見ろ。まるで犯罪者だ。私の軍歴が滅茶苦茶だ。」と捨て台詞を残したという。デーニッツの非難に対し、シュペーアは「あの戦争で数百万人の人間が殺された。さらに数百万人が強制収容所で殺された。ここにいる我らは皆政府の一部であった。しかし、君がここで悩んでいるのは5000万人の死者のことではなく、君の10年間だ。君の刑務所での最期の言葉はこんなものなのか。『私の軍歴！』」と反論したという。

### 晩年
刑務所服役中から、デーニッツの支持者は「デーニッツは不当に有罪判決を受けた」と訴える運動を行っていたが、釈放後のデーニッツもそうした運動に参加した。彼に「海軍元帥閣下」と呼びかける旧幕僚に囲まれている時が、彼にとっては一番居心地が良かったという。そして回想録『10年と20日間』を執筆した。タイトル通り、自らが政治やイデオロギーは頭になかった従順な軍人であることを訴える著作であった。
しかし、1963年1月にハンブルク郊外のオットー・ハーン・ギムナジウムで行った講演の内容がナチズムと国家社会主義を賛美するものだったとして物議を醸し、ギムナジウムの校長ゲオルグ・リューセンが自殺する事態に発展した。
また、デーニッツは釈放後も「自らが国家元首（ドイツ国大統領）の地位にある」と主張していたが、戦後30周年にあたる1975年5月8日に執筆した「政治的遺言」において「1974年にドイツ民主共和国（東ドイツ）が憲法改正でドイツ再統一の意思を放棄したことに伴い、ドイツ国の継承国はドイツ連邦共和国（西ドイツ）のみになったことに鑑み、ドイツ国大統領の権限を連邦大統領に移譲する」旨を宣言し、ニュルンベルク裁判で弁護人を務めたクランツビューラー弁護士に寄託した。
デーニッツの死後、遺言はクランツビューラーから当時の連邦大統領カール・カルステンスに送付されたが、西ドイツ政府は「法的関連性がない」として公表せず、2005年にフランクフルター・アルゲマイネ・ツァイトゥング紙の報道によってその存在が明らかにされるまで秘匿されていた。
晩年は信仰に拠り所を求め、ハンブルク近郊にあるアウミューレの自宅で妻と暮らした。
1980年、数回の入院の後に病気のため自宅で死去。89歳没。その死亡記事は全世界の新聞に配信された。デーニッツは、自らの棺にドイツ連邦共和国の旗をかけて埋葬されたいと希望したが、西ドイツ政府は拒否した。また西ドイツ政府はドイツ連邦軍将兵に対して、軍服でデーニッツの葬儀に参加せぬようにと訓示をしたにもかかわらず、2名の士官が軍服で参列した。葬儀には第二次世界大戦時のエースパイロット、ハンス・ルーデルが参列していた。
デーニッツは、死の少し前にこう述べていた。「ヒトラーの政治的後継者とみなされなければ、私の立場は全く違っているだろう。だが今では誰もこんなことを尋ねたりしない。もしも私の代わりに、たとえばヒムラーがライヒ最後の数日間を決定していたとすれば、一体どうなっていただろう？ 私はあの頃混乱した時代にあって、人間としてできるだけのことをした」。

## 人物

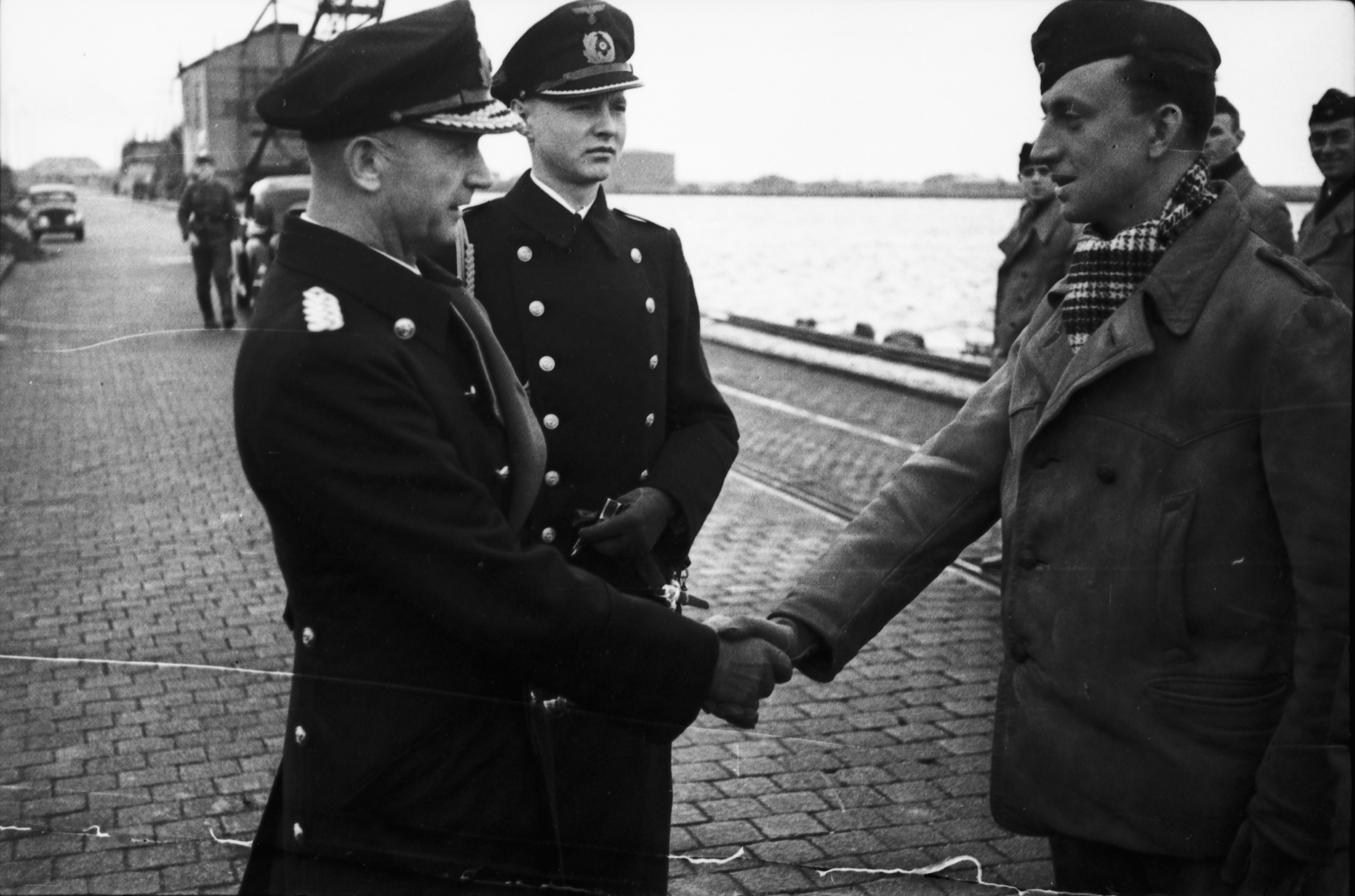
1940年4月19日、ヴィルヘルムスハーフェン。Uボート乗組員と握手するデーニッツ。

逮捕された際の米軍の拘留記録によると、身長は179センチである。
ニュルンベルク刑務所付心理分析官グスタフ・ギルバート大尉が、開廷前に被告人全員に対して行ったウェクスラー・ベルビュー成人知能検査によると、デーニッツの知能指数は138で、ヘルマン・ゲーリングと並んで全被告人中第3位の知能の高さであった（1位のヒャルマル・シャハトは、高齢を考慮して一定数値を加算調整されていた。そのためこれを除いた素点のIQの比較では、アルトゥル・ザイス＝インクヴァルトに次ぐ第2位となる）。
第一次大戦でのUボート搭乗経験で、海面下深くに押し込まれた鋼鉄のダクトが密集する狭い空間での乗組員の連帯力を知ったといい、この時の体験を後々まで盛んに話した。彼は「我々は、海の底で完全に孤立した大きな家族のようなものだった。つまりUボートの乗組員は運命共同体である。これほど美しい物はめったにない。その一員であることは、最高に貴重で忘れられない経験である」と述べており、「一人は皆のために。皆は一人のために」をモットーとしていた。
ヒトラーはデーニッツを深く信任しており、彼のことを「海のロンメル」と評していた。またゲッベルスからも高く評価されており、ゲッベルスの日記からは「デーニッツとゲーリングはなんと違っていることか。二人とも自分の兵器の、ひどい技術的反動を被った。ゲーリングは諦めてしまい、それで駄目になった。デーニッツはそれを克服した」「あちこちで提案されていることだが、空軍の指揮権を海軍に移して、デーニッツに任せてはどうだろう。デーニッツなら悪くない候補者だ。とにかくも荒れ果てた我が空軍に彼なら新しいモデルを与えてくれるだろう。私の考えではこれこそが新しい勝利の前提だ」といったデーニッツへの賛辞が数多く見られる。
デーニッツは煩わしい民主主義を疎み、またソ連や社会主義を憎悪していたが、それ以外にはこれといった政治信念を持っておらず、ナチ党の古参党員というわけでもなかった。そのような彼がヒトラーの後継者に指名されたのは謎多きことだった。

### ゴールデンソーンのインタビュー
ニュルンベルク裁判の際に、精神医学者レオン・ゴールデンソーンから受けたインタビューの中で、デーニッツは自身がヒトラーの後継者になったことについて、「ヒトラーが私を選んだのは、海軍軍人として評判が高く分別のある男でないと、きちんとした和平は結べないと思ったからに違いない。私は喜んで引き受けた。当然ではないか。当時はヒトラーのユダヤ人絶滅計画のことなど知らなかった。ニュルンベルクに来て初めて知ったのだ」「崩壊しつつある国家の指導者の地位を引き受けることは犯罪なのかね。ドイツの天敵であるロシアに武器や人員を奪われるのを防ぐのが犯罪だというのかね。我々が降伏しなければならないのは分かっていたし、その相手はロシアではなく英米であってほしいと思っていた。」と述べている。
ニュルンベルク裁判については「そもそも外国の法廷がどうして主権を有する他国の政府を裁けるのだ。我々が戦争に勝っていたらルーズベルト、モーゲンソー、チャーチル、イーデンらを裁くことができたというのか。我々にはできなかっただろうし、そうしようとも思わなかっただろう。いかなる裁判が行われるにせよ、それは当の国家とそこに設けられた法廷による物でなければならない」と批判している。
ヒトラーについては「彼のいうことはいつも筋が通っているように思えたし、彼の要求はドイツのためを思ってのことと感じられた。今にして思えば、彼はユダヤ人や近隣諸国民に対してあまりにも配慮に欠けていた。」「彼は極めて頭脳明晰だった。私はドクター・ギルバートから受けた知能テストで数字を9桁まで記憶できたが、ヒトラーは驚くべき記憶力を発揮し、読んだことのある物はなんでも思い出せたのだ」と述べている。ゲーリングについては「この裁判に関する限り、ゲーリングの行いに悪いところなど思い当たらない。これまでいかなる嫌疑も証明できてはいないではないか。私はゲーリングに言ったことがある。国家社会主義の問題点はそれが分裂した家だったことであり、ドイツは隣人の事を考えずにコミュニティで生きていこうとしたのだ、と。ゲーリングは私に同意していた。だから、ゲーリングでさえも検察が世界の人々に信じ込ませようとしているほどには悪い人間ではないのだ」と述べている。
同インタビューの中で、自分はユダヤ人に対して偏見はないと主張した。その実例としてデーニッツは、1934年にデーニッツの艦がスペインの港に停泊した際にドイツ領事の反対を押し切ってスペイン北部に銅山を所有するユダヤ人を艦の午餐会に招いたことと、またヒトラーが海軍士官学校の責任者の将校がユダヤ系であるとして罷免を要求してきたときに拒否したことをあげている。ユダヤ人迫害を知っていたかという質問に対しては、「知っていたとも言えるし、知らなかったともいえる。1938年のユダヤ人襲撃やユダヤ人に課された罰金については、何かで読んで知っていた。だがUボートや海軍の問題で手いっぱいで、ユダヤ人のことを気にかけてはいられなかった」「私にやましいところはない。残虐行為や犯罪行為には加担していない。祖国のためにヒトラーの戦争遂行には手を貸したが、だからといって私がユダヤ人絶滅の手助けをしたという批判に晒されるのはおかしい。それはまったくのでたらめだ」と答えている。
強制収容所については知っていたことを認めたが、「当時収容されていたのは1万2000人の政敵だけだった。いまアメリカ占領下のドイツだけで、50万人のドイツ人が収容所に入れられている。それを考えたことはあるか。」「（強制収容所は）ある程度は正当だと言える。1933年にヒトラーが共産主義者を収容所に放り込んでいなければ、内戦が勃発し流血の惨事になっていただろう。共産主義者は合法的に選ばれた政府に対しても反乱を起こす。ドイツにおける内乱の危機は、1932年に最高潮に達していた。この時に共産主義か国家社会主義かの選択が迫られたのだ。そしてヒンデンブルクら保守派はヒトラーを選んだ。私もそうだった。もう一度共産主義か国家社会主義を選ぶことになっても、私はまた同じ選択をするだろう。有害思想の持ち主を収容所に入れたことにより、ドイツは血を流さずにすんだのだ。内乱になった方がよかったとでもいうのか」と述べている。
ソ連や共産主義については嫌悪感を隠さず、「ロシアは世界最悪の犯罪国家だし、共産主義は最も邪悪な思想だ。連中が私を共同謀議に加担したかどで告発するなどお笑い草だ。ロシア人はいつも陰謀を企てているではないか。ロシアは我々と戦争になる前、デンマークを少々とポーランドが欲しいと言ってきた。それが今では政治的な陰謀を企てたと言って私を告発している。」と批判している。

## 著作
- 『海上の戦争』1946年 アメリカ海軍情報局
- 『ドイツ海軍魂―デーニッツ元帥自伝』 山中静三訳、原書房、1981年。ISBN 978-4562011919
- 『10年と20日間―デーニッツ回想録』 山中静三訳、光和堂、1986年。ISBN 978-4875380733

## 関連書籍
- ヨルダン・ヴァウス 『Uボート・エース』 雨倉孝之訳、朝日ソノラマ、1997年。ISBN 978-4257173175
- グイド・クノップ 『ヒトラーの共犯者（上）』 高木玲訳、原書房、2001年。ISBN 978-4562034178